# Paramyxoproteus reinhardti
Paramyxoproteus reinhardti is een microscopische parasiet uit de familie Sinuolineidae. Paramyxoproteus reinhardti werd in 1986 beschreven door Wierzbicka. 